# 성적표

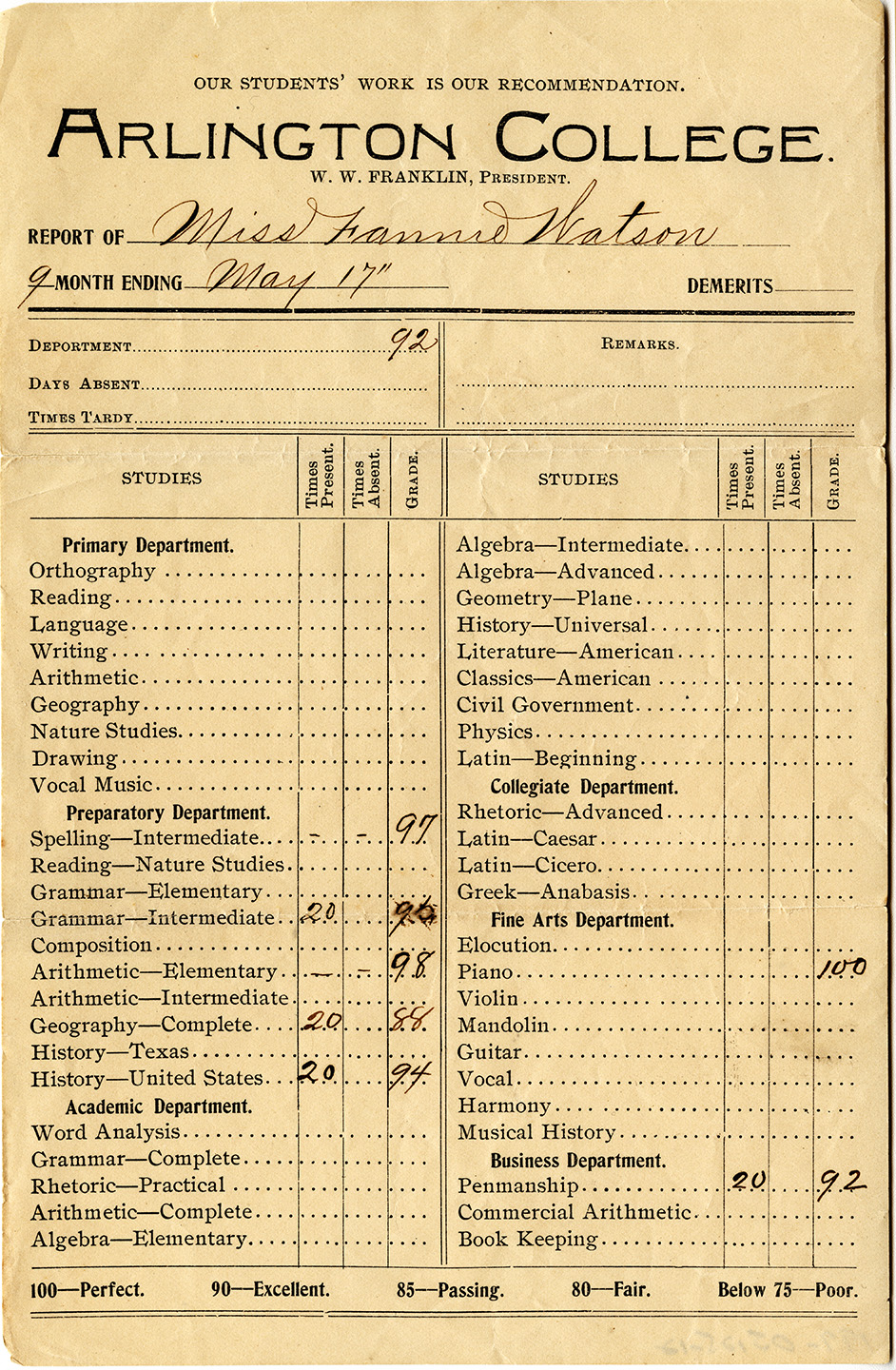
알링턴 칼리지의 성적표 (1897~1899년 경)

성적표(成績表)란 일반적으로 교육 기관에서 교육 평가의 결과를 통지하는 문서를 말한다.
대한민국에서 성적표는 과거에는 수,우,미,양,가나 혹은 A,B,C,D,F의 등급이 사용되며 합불제의 과목의 경우 P/F(pass/fail)이 적용된다. 필요에 따라서는 스태나인(stanine) 방식을 사용하는 경우도 있다.
회사나 공공 기관도 자체 검열이나 평가를 통해 성적을 매기며 관용적으로 성적표라고 말하기도 한다. 신용평가 기관에서 매기는 기업이나 국가의 성적의 경우 신용 등급이라고 한다.

## 같이 보기
- 성적
- 수우미양가
- 평균평점